# Décès en 1313
Décès
- 1309
- 1310
- 1311
- 1312
- 1313
- 1314
- 1315
- 1316
- 1317

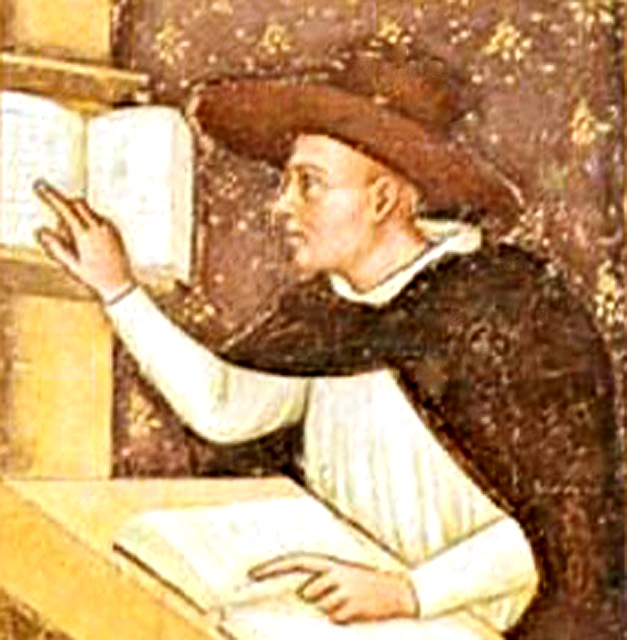
Thomas Jorz, mort en 1313.

Cette page dresse une liste de personnalités mortes au cours de l'année 1313 :
- 28 février : John Hastings, baron Abergavenny.
- 11 avril : Guillaume de Nogaret, juriste français, conseiller du roi de France Philippe IV le Bel et garde du Sceau.
- 20 avril : Boleslas II de Mazovie, duc de Mazovie et de Sandomierz.
- 14 mai : Bolko Ier d’Opole, corégent du duché d’Opole et de Racibórz.
- 24 août : Henri VII de Luxembourg, comte de Luxembourg, roi des Romains puis empereur des Romains.
- 1er septembre : Émeric Ier de Quart, évêque d'Aoste.
- 3 septembre : Anne de Bohême, reine consort de Bohême.
- 18 novembre : Constance de Portugal, ou Constance de Bourgogne et Aragón, infante portugaise et reine consort de Castille.
- 14 décembre : 
  - Arnaud de Canteloup, archevêque de Bordeaux, cardinal-prêtre de Saint-Marcel.
  - Andreas von Gundelfingen, prince-évêque de Wurtzbourg.

- Meo Abbracciavacca, poète italien.
- Bernardino da Polenta, homme politique italien.
- Gonzalve d'Espagne, philosophe et théologien franciscain.
- Baudouin d'Ibelin, seigneur de Korakou et de Vitzada.
- Rodolphe Ier de Bade-Sausenberg, premier margrave de Bade-Hachberg-Sausenberg.
- Marie de Mortagne, châtelaine de Tournai et  dame de Mortagne.
- Cécile de Rodez, comtesse de Rodez.
- Alessandro della Spina, dominicain italien à qui on a attribué l’invention des lunettes.
- Takla Haymanot, moine éthiopien, fondateur du monastère de Debré Libanos[1].
- Jean Lemoine, cardinal, évêque d'Arras et légat du pape Boniface VIII auprès de Philippe le Bel, fondateur du collège portant son nom, à Paris.
- Takatsukasa Mototada, régent kampaku.
- Yao Sui, poète chinois de la Dynastie Yuan.

## Crédit d'auteurs
- Cet article est partiellement ou en totalité issu de l'article intitulé « 1313 » (voir la liste des auteurs).